# Simms Davison
Pour les articles homonymes, voir Davison.
Pas d'image ? Cliquez ici

a Compétitions nationales et continentales officielles uniquement.

b Matchs officiels uniquement.
Dernière mise à jour le 27 juin 2024.
Simms Davison, né le 27 juin 1979 à Matamata (Nouvelle-Zélande), est un joueur néo-zélandais de rugby à XV évoluant au poste de pilier gauche.
Durant sa carrière, il joue de 2002 à 2007 avec Bay of Plenty en National Provincial Championship et avec les Chiefs en Super 12/14 de 2004 à 2008. De 2008 à 2009, il tente une année à l'étranger dans le club français de l'ASM Clermont Auvergne en Top 14.

## Biographie

### Jeunesse et formation
Simms Davison naît le 27 juin 1979 à Matamata dans la région de Waikato en Nouvelle-Zélande. Il grandit dans sa ville natale, où sa famille possède un haras de pur-sang nommé « Mapperley Stud » qui appartient à sa famille depuis trois générations,.
Au niveau scolaire, il obtient un diplôme après avoir réalisé des études de commerce au sein de l'université d'Otago.
Côté sportif, il joue au rugby à XV et connaît une sélection avec l'équipe de Nouvelle-Zélande universitaire en 2000. De plus, il joue également avec l'équipe espoir d'Otago.

### Carrière sénior
En 2002, il joue ses premières rencontres de National Provincial Championship (NPC) avec Bay of Plenty, où il est entraîné par Vern Cotter. Sous les ordres de ce dernier, il progresse beaucoup durant ses deux premières années, jouant un total de vingt-trois rencontres dont vingt-deux en tant que titulaire.
De ce fait, en 2004, il est retenu avec les Chiefs et fait ses débuts dans le Super 12 contre les Hurricanes,. Pendant sa première saison, il n'a qu'un rôle de remplaçant, étant titulaire qu'à trois reprises sur les onze matchs qu'il dispute.
En juin 2005, il affronte les Lions britanniques et irlandais avec Bay of Plenty lors de leur tournée en Nouvelle-Zélande. Titulaire pour ce match, son équipe s'incline 20 à 34.
Lors des années suivantes, il continue d'être un des titulaires en première ligne à Bay of Plenty et devient également l'un des titulaires au poste de pilier chez les Chiefs à partir de 2006,. Lors des saisons 2006, 2007 et 2008 de Super 14, il joue notamment trente-quatre rencontres et n'est remplaçant qu'à quatre reprises. Pendant la saison 2008, il marque un essai important contre les Crusaders qui contribue à la victoire 18 à 5 de son équipe et qui met fin à la série de huit victoires consécutives de leur adversaire,,.
Durant l'été 2008, il rejoint la France et le club de l'ASM Clermont Auvergne en Top 14, dont l'entraîneur n'est autre que Vern Cotter qui a lancé Davison à Bay of Plenty. Dès la première journée de Top 14, il fait ses débuts contre le RC Toulon à l'extérieur en tant que remplaçant de Laurent Emmanuelli. Lors des sept premiers matchs de la saison, il en dispute cinq dont deux en qualité de titulaire. En octobre, il joue son premier match de Coupe d'Europe lors de la deuxième journée en étant titularisé sur le terrain de l'US Montauban. Durant la rencontre, il connaît des difficultés en mêlée et subit une blessure le forçant à sortir prématurément,, lui faisant manquer deux rencontres. Après ce match, il n'est aligné qu'à trois reprises et n'est pas utilisé lors de l'une de ces trois rencontres. Dès le mois de février 2009, il annonce son souhait de rentrer dans son pays pour des raisons personnelles. Le club clermontois accepte et il fait son départ après seulement huit rencontres disputées pendant la saison,.

### Après carrière
De retour en Nouvelle-Zélande, il met un terme à sa carrière sportive et devient propriétaire du haras familial fondé par son grand-père John en 1964,,.

## Palmarès
- Finaliste du Championnat de France en 2009 avec l'ASM Clermont.